# Donatella Trevisi
Donatella Trevisi (Torino, 22 agosto 1954) è un'ex cestista italiana.

## Carriera
Guardia milita nella squadra cittadina, sponsorizzata FIAT. Viene convocata in nazionale nel 1972, collezionando 67 presenze e conquistando la medaglia di bronzo al Campionato Europeo del 1974.